# Ameroglossum

## Taxonomia
Ameroglossum Eb.Fisch., S.Vogel & A.V.Lopes é um gênero de plantas endêmico do Nordeste do Brasil pertencente a família das escrofulariáceas. Atualmente circunscreve duas espécies, são elas Ameroglossum pernambucense e A. manoel-felixii.

## Distribuição e hábitat
O gênero é restrito ao Nordeste do Brasil. Ambas as espécies têm hábito rupícola, ocorrendo exclusivamente sobre afloramentos rochosos graníticos. Ameroglossum pernambucense ocorre nos estados da Paraíba, Pernambuco e Alagoas e A. manoel-felixii ocorre no Rio Grande do Norte e Paraíba.